# Masalant

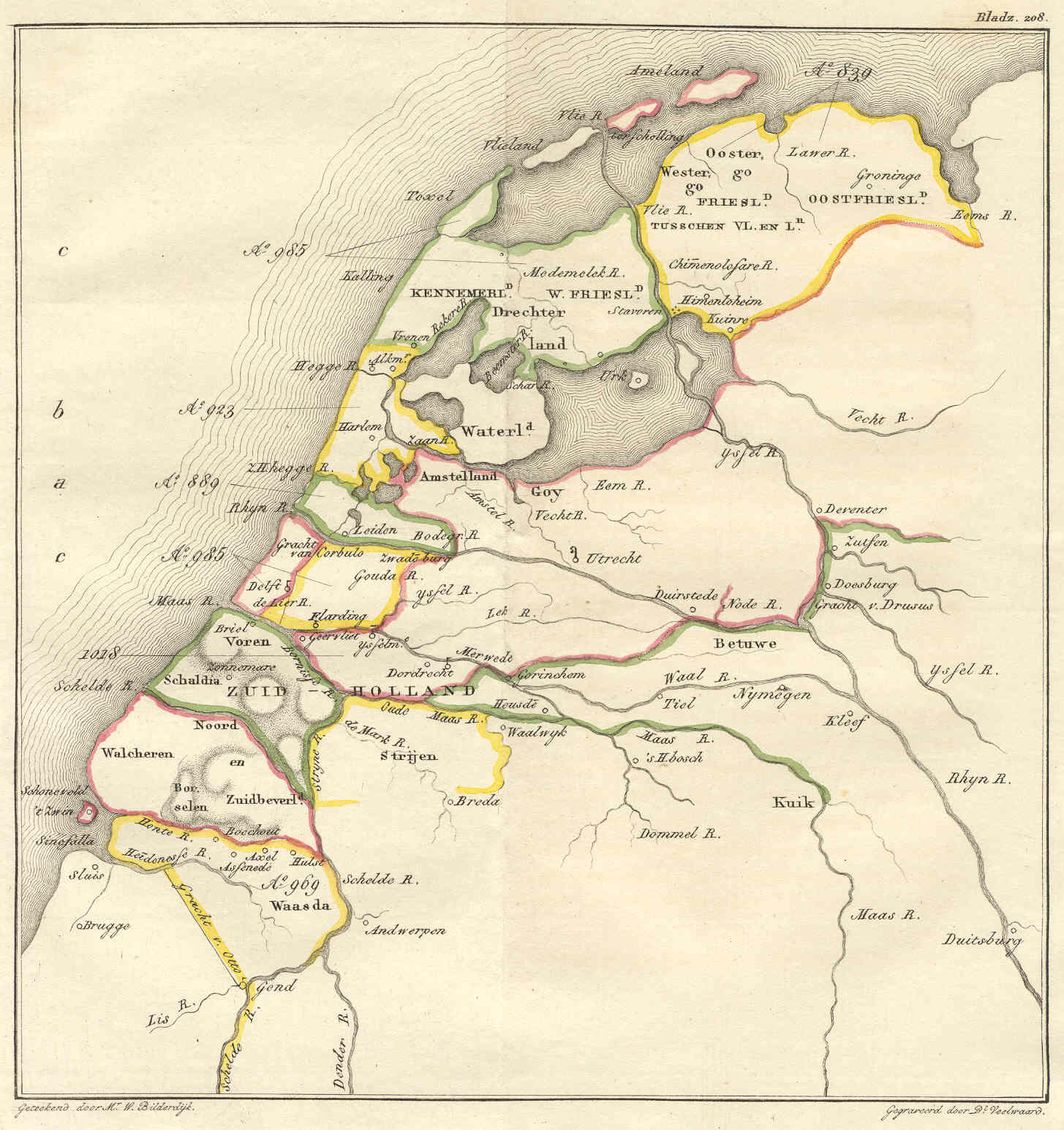
Division administrative des Pays-Bas aux environs de l'an 1000 d'après Willem Bilderdijk. Le gau Masaland est situé sur cette carte (entouré de jaune, au sud de la ville de Leyde et au nord de la ville de Geervliet) qui n'est absolument pas historique.

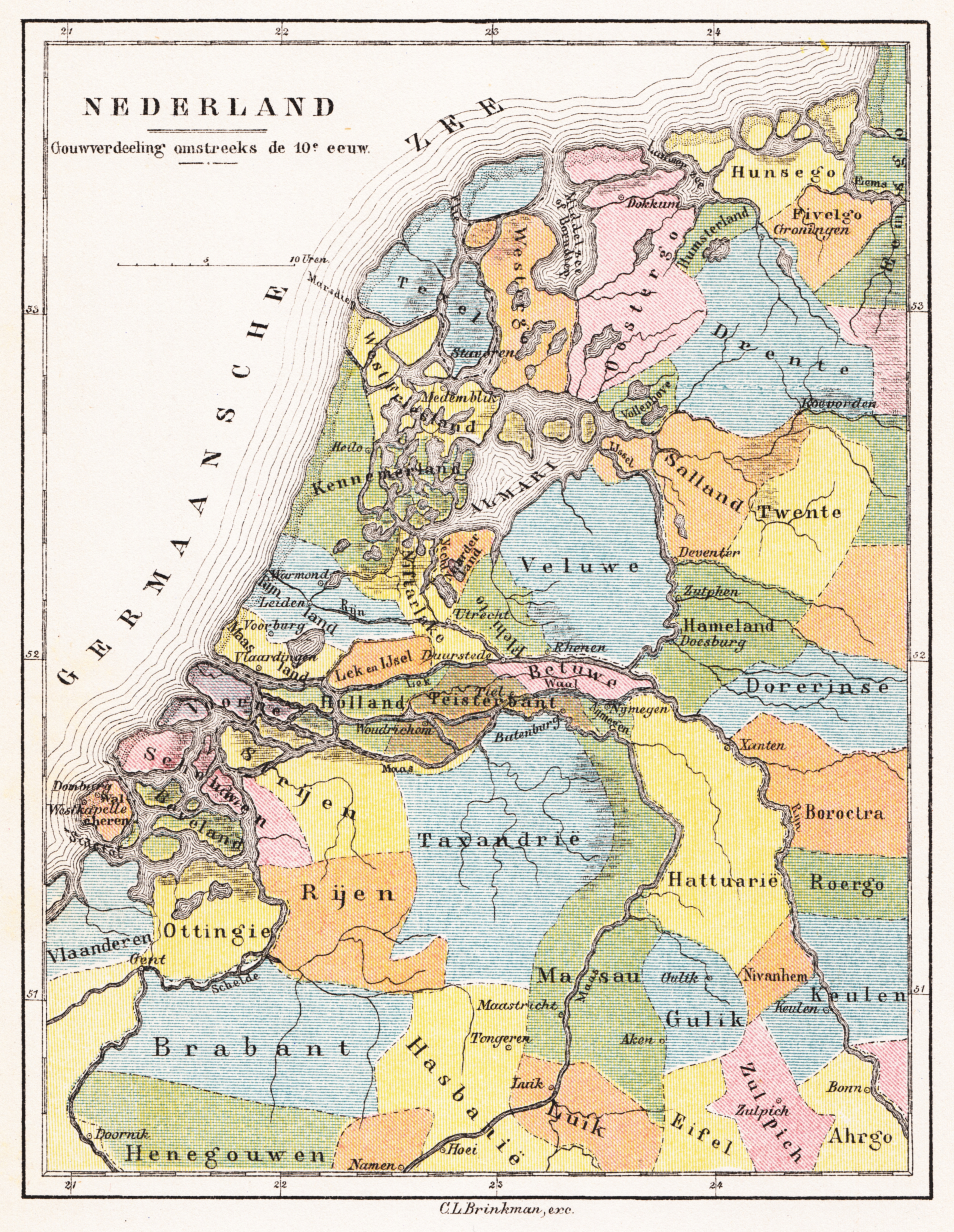
Carte des gaue reconstituée de 1890 indiquant la division des Pays-Bas et des environs au X. Indiqué Maasland (en jaune pâle) entre Rijnland au nord, limité par Lek en IJsel à l'est et par Holland au sud-est et Voorne au sud-ouest.

Masalant ou Masaland est un gau (équivalent de shire en anglais ou gouw en néerlandais) situé dans le Sud de la Hollande-Méridionale au Moyen Âge. Cette zone territoriale intègre les terres entre le Rhin et la Meuse, avec l'ancienne Maasland royale comme base (elle se rapporte probablement aux anciennes paroisses de Maasland, Schipluiden et De Lier). Au sud, Masaland est limitée par la Terre de Voorne. Au sud de Voorne, se trouvait la Scaldemarland, qui s'étendait sur les deux rives de l'Escaut oriental. Au nord de la Masaland, elle est bordée par le gau de Rijnland (nl), le territoire sur les deux rives du Vieux Rhin en suivant le courant à partir de Bodegraven.
Le gau de Masaland est mentionné dans la charte royale de Nimègue datant du 25 août 985, de laquelle une copie du XIIIe siècle a été conservée. Dans cette charte, le roi Otton III donne des fiefs disponibles au comte Thierry II.

## Sources
- (nl) Cet article est partiellement ou en totalité issu de l’article de Wikipédia en néerlandais intitulé « Masaland » (voir la liste des auteurs).